# Iwaśki
Iwaśki (deutsch Iwaschken, 1938–1945 Hansbruch) ist ein zur Gemeinde Kalinowo (Kallinowen, 1938 bis 1945 Dreimühlen) zählendes Dorf im nordöstlichen Masuren in der polnischen Woiwodschaft Ermland-Masuren, Kreis Lyck.

## Geographisches Lage
Das Dorf befindet sich vier Kilometer nordwestlich der Ortschaft Kalinowo  an einer von Piętki (Pientken, 1926 bis 1945 Blumental) nach Dorsze (Dorschen) führenden Nebenstraße. Die Kreisstadt Ełk (Lyck) liegt 21 Kilometer in südwestlicher Richtung.

## Ortsname
Die Herkunft des masurischen Ortsnamens ist nicht eindeutig geklärt. Es wird vermutet, dass er sich vom Vornamen Iwan, der slawischen Form für Johannes ableitet.

## Geschichte
Die Gründung des Ortes als Iwaszken erfolgte im Jahr 1539.
Ab 1546 ist eine Mühle bei Iwaschken verzeichnet.
1656 fielen die mit Polen verbündeten Tataren in weite Teile Masurens und auch in Iwaschken ein, wobei das Dorf fast vollständig zerstört wurde.
Zum 27. Mai 1874 wurde rund um Iwaschken im Zuge einer preußischen Gemeindereform neu ein Amtsbezirk Kallinowen (1938 bis 1945 Amtsbezirk Dreimühlen, polnisch Kaloinowo) im Kreis Lyck gebildet, der die Gemeinden Alt Czymochen, Dorschen, Gingen, Iwaschken, Kallinowen, Kokosken, Kowahlen (Kreis Lyck), Maaschen, Marczynowen, Pientken und Trentowsken umfasste.
Aufgrund der Bestimmungen des Versailler Vertrags stimmte die Bevölkerung im Abstimmungsgebiet Allenstein, zu dem Iwaschken gehörte, am 11. Juli 1920 über die weitere staatliche Zugehörigkeit zu Ostpreußen (und damit zu Deutschland) oder den Anschluss an Polen ab. In Iwaschken stimmten 240 Einwohner für den Verbleib bei Ostpreußen, auf Polen entfiel keine Stimme.
Iwaschken wurde am 16. Juli 1938 im Zuge der massiven Eindeutschung von Ortsnamen masurischer Herkunft in „Hansbruch“ umbenannt. Die Umbenennung folgte der Annahme der Herkunft des Namens Iwaschken vom Namen Iwan / Johannes, kurz Hans, und der Verbindung mit geographischen Gegebenheiten des vormals sumpfigen Gebiets (Bruch).
1939 hatte Hansbruch (Iwaschken) 308 Einwohner.
Nach Ende des Zweiten Weltkrieges 1945 fiel das zum Deutschen Reich (Ostpreußen) gehörende Hansbruch (Iwaschken) an Polen. Die ansässige deutsche Bevölkerung wurde, soweit sie nicht geflüchtet war, nach 1945 größtenteils vertrieben bzw. ausgesiedelt und neben der angestammten masurischen Minderheit durch Neubürger aus anderen Teilen Polens, insbesondere aus der Region Raczki in Podlachien stammend, ersetzt. Der Ort Hansbruch wurde in der polnischen Schreibweise des historischen Ortsnamens Iwaschken in „Iwaśki“ umbenannt.
Von 1975 bis 1998 gehörte Iwaśki zur damaligen Woiwodschaft Suwałki, kam dann 1999 zur neu gebildeten Woiwodschaft Ermland-Masuren. Heute ist das Dorf Sitz eines Schulzenamtes (polnisch Sołectwo) und somit eine Ortschaft im Verbund der Landgemeinde Kalinowo.

## Religionen
Bis 1945 war Iwaschken in die evangelische Kirche Kallinowen in der Kirchenprovinz Ostpreußen der Kirche der Altpreußischen Union sowie in die römisch-katholische Kirche St. Andreas in Prawdzisken (1934 bis 1945 Reiffenrode, polnisch Prawdziska) im damaligen Bistum Ermland eingepfarrt.
Heute gehört Iwaśki katholischerseits zur Pfarrei in Kalinowo im Bistum Ełk der Römisch-katholischen Kirche in Polen. Die evangelischen Einwohner halten sich zur Kirchengemeinde in der Kreisstadt Ełk (Lyck), einer Filialgemeinde der Pfarrei in Pisz (deutsch Johannisburg) in der Diözese Masuren der Evangelisch-Augsburgischen Kirche in Polen.